# آرثر فروست
آرثر فروست (بالإنجليزية: Arthur Frost)‏ (1 ديسمبر 1915 - 1 يناير 1998) هو لاعب كرة قدم بريطاني (وحمل سابقاً جنسية المملكة المتحدة لبريطانيا العظمى وأيرلندا) في مركز الهجوم.